# Biểu tình Tây Sahara 2011
Biểu tình Tây Sahara 2011 bắt đầu vào ngày 26 tháng 2 năm 2011. Cuộc biểu tình này liên quan đến các cuộc biểu tình diễn ra tại Tây Sahara thất bại năm 2010, gây ra xung đột giữa lực lượng an ninh Maroc và người Sahrawi. Cuộc biểu tình này chịu ảnh hưởng từ mùa xuân Ả Rập và các cuộc khởi nghĩa thành công ở Tunisia và Ai Cập.